# Fredrik Ljungström
Fredrik Ljungström (n. 16 iunie 1875, Stockholm – d. 18 februarie 1964) a fost un inginer, constructor și industriaș suedez.

## Realizări
Împreună cu fratele său Birger a realizat turbina Ljungström, preîncălzitorul de aer regenerativ Ljungström pentru cazane și o cutie de viteze automată pentru automobile.

## Premii
- 1948 - Premiul KTH (Premiul Universității Tehnice Regale).[8]
- 1949 - Medalia de aur internațională James Watt a Institutului Inginerilor Mecanici (IMechE) (echivalentul Premiului Nobel în tehnică).[9]